# Vila Fernando (Guarda)
Vila Fernando é uma povoação portuguesa sede da Freguesia de Vila Fernando do Município da Guarda, freguesia com 16,27 km² de área e 396 habitantes (censo de 2021), tendo, por isso, uma densidade populacional de 24,3 hab./km².
É uma das poucas freguesias portuguesas territorialmente descontínuas, consistindo em duas partes de extensão muito diferente: a parte principal, concentrando cerca de 95% do território da freguesia, e um pequeno exclave (Aldeia de Santa Madalena) a sul, que constitui um enclave na freguesia de Adão.
A freguesia é composta por Vila Fernando e Vila Fernando Gare, separadas pelo Rio Noéme, e ainda mais seis lugares, a saber: Aldeia de Santa Madalena, Monte Carreto, Quinta de Baixo, Quinta de Cima, Quinta do Meio, Quinta de Cima, Vila Mendo. O Rio Noéme é afluente do Rio Coa, por sua vez afluente do Douro.
Aí é publicado o jornal "7 Vozes" de distribuição gratuita. Há mercado em local aprazível junto ao Rio Noéme todos os segundos sábados do mês.

## Demografia
A população registada nos censos foi:
| Distribuição da População por Grupos Etários | Distribuição da População por Grupos Etários | Distribuição da População por Grupos Etários | Distribuição da População por Grupos Etários | Distribuição da População por Grupos Etários |
| -------------------------------------------- | -------------------------------------------- | -------------------------------------------- | -------------------------------------------- | -------------------------------------------- |
| Ano                                          | 0-14 Anos                                    | 15-24 Anos                                   | 25-64 Anos                                   | > 65 Anos                                    |
| 2001                                         | 87                                           | 72                                           | 252                                          | 176                                          |
| 2011                                         | 58                                           | 55                                           | 235                                          | 152                                          |
| 2021                                         | 43                                           | 30                                           | 206                                          | 117                                          |